# قلعه بابک
دژ بابک، قلعه بابک یا بَذ (به ترکی آذربایجانی: بابک قالاسی) بنا شده در بالای کوهی به بلندای ۲۳۰۰ متر، در نزدیک به سه کیلومتری شهر کلیبر می‌باشد. دژ در زمان ساسانیان ساخته شده و نام خود را از نام بابک خرمدین، رهبر رویارویی با تازندگان (مهاجمین) عرب تا سال ۸۹۳ میلادی، گرفته‌است.
این دژ مربوط به دوران خرمدینان است و در شهرستان کلیبر، بخش مرکزی، روستای شجاع آباد واقع شده و با نام قلعه و قصر جمهور در تاریخ ۲۵ اسفند ۱۳۴۵ با شمارهٔ ثبت ۶۲۳ به‌عنوان یکی از آثار ملی ایران به ثبت رسیده‌است.

## نسبت دادن به بابک خرمدین
بر اساس روایتی که «میرمحمود بنی‌هاشم» نقل کرده، این قلعه تا سال ۱۳۳۰ خورشیدی با نام‌های قیزقلعه‌سی و قلعه‌جمهور شهرت داشته‌است. در تابستان آن سال وی که ۱۹ سال داشته به همراه شروین باوند استاد وی در دانشگاه تبریز برای کوهنوردی به مکان قلعه رفته‌اند. در آنجا شروین باوند پس از گشتن و وارسی قلعه اظهار کرده که اینجا قلعه بابک خرمدین است. به دنبال آن این قلعه به بابک خرمدین منسوب شده و حتی نام قلعه تغییر کرده و نام «قلعه بابک» رواج داده شده‌است.

## در نوشتار تاریخ‌نگاران اسلامی
ابن‌خردادبه، بذ (نام کهن دژ بابک) را رستاقی در آذربایجان نوشته و شهر بذ را «مدینة بابک» نامیده‌است. طبری، بذ را قریه و شهری در حدود اردبیل نوشته‌است. مطهربن طاهر مقدسی آن را شهری با دیوارهای استوار خوانده‌است. ابن ندیم از آنجا به عنوان سرزمینی کوهستانی یاد کرده‌است. یاقوت آن را کوره‌ای میان آذربایجان و اران نوشته‌است. مسعودی، بذ را به صیغه تثنیه، بذین نامیده که در کنار رود ارس واقع بوده‌است. وی در جایی بذین را ناحیه و کوهی در آذربایجان دانسته، در جای دیگر آن را در آذربایجان و اران نوشته‌است. ابن عبدالمنعم نیز کوه بذین را در اران دانسته‌است ابودُلَف و یاقوت ذکر کرده‌اند که آب و هوای قلعه بذ ابری و مه‌آلود است.

## بذین
عنوان بذین موجب بروز این اندیشه شد که گویا دو بذ، یکی در جنوب و دیگری در شمال رود ارس وجود داشته‌است. برخی از محققان بذین را در آذربایجان، اران و بیلقان پنداشته‌اند، حال آنکه بیشتر محققان، بذ را جایی در سرزمین اردبیل دانسته‌اند. یعقوبی می‌نویسد که ابوجعفر (منصور خلیفه عباسی)، یزید بن حاتم مهلبی را والی آذربایجان قرار داد و یزید، یمنی‌ها را از بصره به آنجا گسیل داشت و روادبن مثنی ازدی را در تبریز تا بذ فرود آورد. اما از نوشته دینوری به سهولت می‌توان دریافت که بذ در جنوب رود ارس واقع بوده‌است. وی می‌نویسد که بابک در بذ به مقابله افشین شتافت، ولی چون دید لشکریان افشین او را از هر سو احاطه کرده و راه‌ها را بر او بسته‌اند، از رود ارس گذشت و به جانب ارمنستان رفت. مینورسکی بذین را ناحیه‌ای در آذربایجان نامیده که در جنوب رود ارس نهاده شده‌است. وی ارس را رودی دانسته که از میان بذین در آذربایجان و کوه ابوموسی درخاک اران می‌گذرد.

## جغرافیا
این منطقه بین آذربایجان ایران و جمهوری آذربایجان، قرار دارد. سعید نفیسی نه تنها ناحیه، بلکه شهر و کوهستان بذ یا بذین را در مشرق دشت مغان نزدیک ناحیه طالش کنونی و در مجاورت کرانه غربی دریای مازندران نوشته‌است. این شهر در ۲۱ فرسنگی اردبیل بر بلندی کوهی واقع بود که بقایای دژ بذ یا قلعة جمهور (به احتمال مأخوذ از کوه‌های جمهور) در آنجا قرار داشته‌است. کسروی محل شهر بذ را در جنوب رود ارس در قراچه داغ کنونی و شمال شهر اهر، اندکی مایل به شرق دانسته‌است. این نظر بعدها مورد تأیید باستان‌شناسان قرار گرفت و معلوم شد که قلعه جمهور در ۵۰ کیلومتری شمال شهرستان اهر و در ارتفاعات غربی شاخه‌ای از رود بزرگ قره‌سو در ۳ کیلومتری جنوب غربی کلیبر واقع است. بنای دژ جمهور یا دژ بذ شامل قلعه و قصر، بر فراز قله‌ای به بلندای بیش از ۲۳۰۰ تا ۲۶۰۰ متر است که پیرامون آن را دره‌هایی به ژرفای ۴۰۰ تا ۶۰۰ متر فرا گرفته‌است. تنها از یک راه تنگ و دشوار می‌توان به این دژ راه یافت
راه دسترسی به دژ از سه سو می‌باشد:
۱– گذرگاه دژ دره‌سی که در جنوب دژ بوده و گذری دشوار می‌باشد.
۲– گذرگاه هتل بابک که کمی بالاتر از روستای شجاع‌آباد است.
۳– گذرگاه ییلاق که ۱/۵ کیلومتر از گذر را می‌توان با خودرو پیمود که نسبت به دو گذر دیگر بهتر است.

## ویژگیهای نمایان دژ
پیش از این که به دروازه دژ برسیم از گذرگاهی می‌گذریم، این گذرگاه همچون دالانی است و تنها گنجایش گذشتن یک نفر را دارد و دو نفر به سختی از آن می‌توانند بگذرند. گذرگاه در فاصله دویست متری دروازه دژ و روبروی آن می‌باشد. آمدن هر تازه‌وارد سپاهی و غیره، کوهبانیه‌ها راکه در برج‌های دوسوی دروازه جای داشته‌اند را هشیار می‌کرده‌است. جایگاه کوهبانیه‌ها در بلندی است و بنابر این به هر چیز و هر کس چیرگی کامل داشته‌اند. این برج‌ها یکی مخروطی و دیگری مدور واستوانه‌ای از سنگ‌های تراشیده با ملاط ساروج استوار ساخته شده‌اند. باروها که از نوعی سنگ خارا ساخته شده تمام درزهای کوهستان را بسته‌است. برای نفوذ به درون بنا بایستی حتماً از دروازه گذشت و از کوهستان راهی برای درون شدن، نیست. نزدیک شدن ابزار دژ کوب، منجنیق و آتش‌افکن به این دژ تقریباً ناشدنی بود.
بنای دژ که دو طبقه و سه طبقه است که پس از ورودی قرار گرفته‌است و پس از آن تالار اصلی وجود دارد که پیرامون آن را هفت اتاق فرا گرفته‌است، اتاق‌هایی که به تالار میانی راه دارند. در بخش شرقی دژ تأسیسات دیگری مرکب از اتاق‌ها و آب انبارها ساخته شده‌است. سقف آب انبارها با طاق جناغی و گهواره‌ای استوار شده‌اند. محوطه درونی آن‌ها نیز به وسیله گونه‌ای ساروج نفوذ ناپذیر گردیده و به هنگام زمستان از برف و باران پر شده و در تابستان و هنگام تنگناها و محاصره‌ها از آب آن‌ها بهره‌برداری می‌شد. در سمت شمال غربی دژ پلکان‌هایی سرتاسری بوده‌است که اکنون ویران شده و بخش‌هایی از آن بیرون خاک است و تنها راه صعود به بخش‌های بلندتر بناست.

## پیشینه
از اشیا و ابزاری که از دژ بابک به دست آمده می‌توان سفالینه‌های نقش دار و لعاب خورده‌ای را نام برد که یک دوره استقرار تا اوایل قرن هفتم هجری را نمایش می‌دهند. شماری سکه مسی نیز یافت شده‌است که برخی از آنها به علت ساییدگی و زنگ خوردگی فراوان ناخوانا می‌باشند و در بین این سکه‌ها برخی مربوط به اتابکان آذربایجان و هزارسیبان (قرون ششم و هفتم هجری) می‌باشند.
از جغرافیای تاریخی بذ، در دوره پیش از اسلام، آگاهی چندانی در دست نیست، ظاهراً در دوره هخامنشیان کادوسی‌ها، از اقوام ساکن کرانه‌های جنوب غربی دریای خزر، در آنجا زندگی می‌کرده‌اند و جنگ‌هایی نیز با هخامنشیان داشته‌اند. کسروی می‌گوید که کادوسی‌ها همان قوم طالش‌اند. از آن به پس، تا سدهٔ هشتم، از بذ آگاهی‌ای در دست نیست. در این سده، حمدالله مستوفی دربارهٔ اهالی کلیبر، که نزدیک بذ بوده‌اند، می‌نویسد: «مردمش از ترک و طالش ممزوج‌اند». در اوایل دوره اسلامی، بذ به منطقه‌ای گفته می‌شد که در قسمتی از قره‌باغ ـ یا درست‌تر قره جه داغ ـ آذربایجان قرار داشت و از شمال به رود ارس، از مشرق به قسمت سفلای رود قره سو و دشت مغان و از جنوب به ناحیه اهر (در دوره اسلامی به اهر، مَیْمَذ می‌گفتند و مرکز آن نیز اهر بود)، و از مغرب به رود کلیبر محدود می‌شد. بذ از لحاظ جغرافیایی تقریباً منطقه‌ای بسته بود. امروزه، رودهای قره سو و سَلین چای و کلیبر و ارس آن را از شمال و مشرق و مغرب مسدود می‌کنند و از جنوب نیز کوه‌های شِیوَر آن را دربرگرفته است. رسیدن به منطقه هشتادسر تنها از دره رودهای اهر و قوری چای و کجرود امکان دارد. راه عمده این منطقه ییلاقی، که محل دامداری است، به دشت مغان (منطقة قشلاقی)، تنها از شیارهای گرانکوه هشته سر و از کنار مسیر رودهایی است که از مشرق آن به رود قره سو می‌ریزد. بذ از شمال و شمال غربی به رود ارس، و از کرانه‌های جنگلی رودهای سلین چای و کلیبر به مناطق غربی راه داشت. امروز نیز این منطقه با جاده‌ای که از کناره‌های رود سلین چای می‌گذرد، به کرانه‌های جنوبی رود ارس می‌پیوندد. از مآخذ تاریخی چنین برمی آید که قلمرو سیاسی بابک بارها گسترده‌تر از جغرافیای تاریخی بذ بوده‌است و بذ بیشتر به دره‌های شمالی گرانکوه هشته سر و قلعه‌های آن، به ویژه به باروها و دهکده‌های واقع در آن، گفته می‌شد.
این قلعه در ۹ رمضان ۲۲۲ ه‍.ق/۱۵ اوت ۸۳۷ به دست نیروهای افشین فتح و ویران شد. بذ در اشعار شاعران عرب همچون حسین بن ضحاک باهلی، ابو تمام و بُحتری ذکر و توصیف شده‌است. ابودلف مسعر بن مهلهل خزرجی خرمدینها را نیمه سدهٔ ۴ ه‍.ق/ ۱۰ م در بذ دیده بود که به انتظار مهدی بوده‌اند.

## جاذبه‌های گردشگری
یک گردشگر کانادایی کلیبر را اینگونه توصیف می‌کند، "شهری دورافتاده و خواب آلود در میان کوه‌های سر به فلک کشیده‌ای که قله‌هایشان در زیر مه غلیظ از دیده پنهان شده‌اند. … مکانی است عالی؛ به طراوت و سر سبزی انگلیس و ورای ذهنیت ما از طبیعت کویری و خشک ایران.
بخش عمده این توصیف مرهون چشم‌انداز کوهستانی اطراف قلعه است. دامنه‌های پایین دستی قلعه بخشی از جنگلهای ارسباران هستند، که به علت نزدیکی به مقر اداره محیط بانی در شهر، دست نخورده باقی مانده‌اند. زیبایی‌های طبیعی و ویژگی‌های تاریخی دژ بابک از مکان‌های سالیانه علاقه‌مندان بسیاری را ره‌سپار این منطقه می‌کند.

## نگارخانه

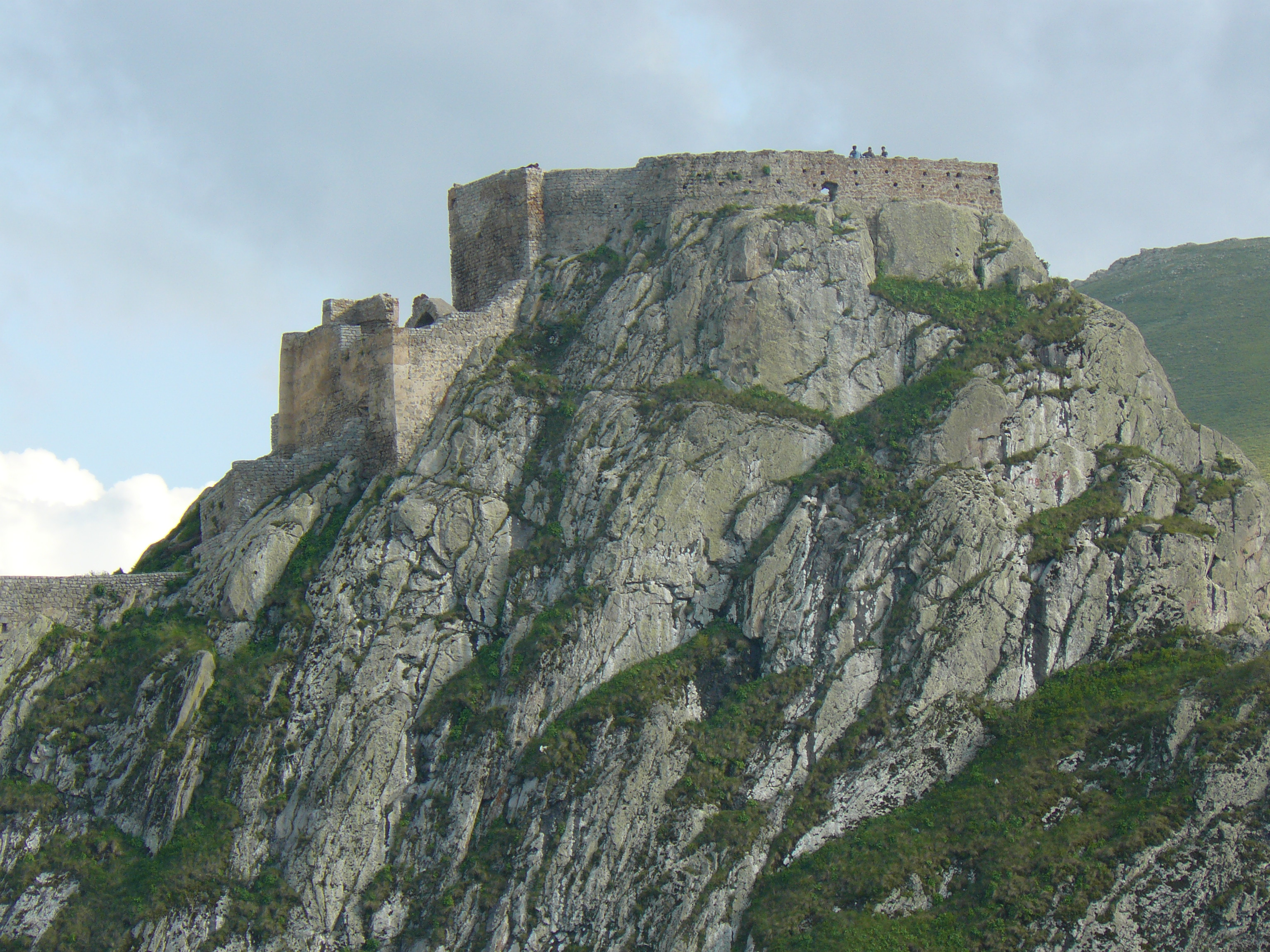
قلعه بابک
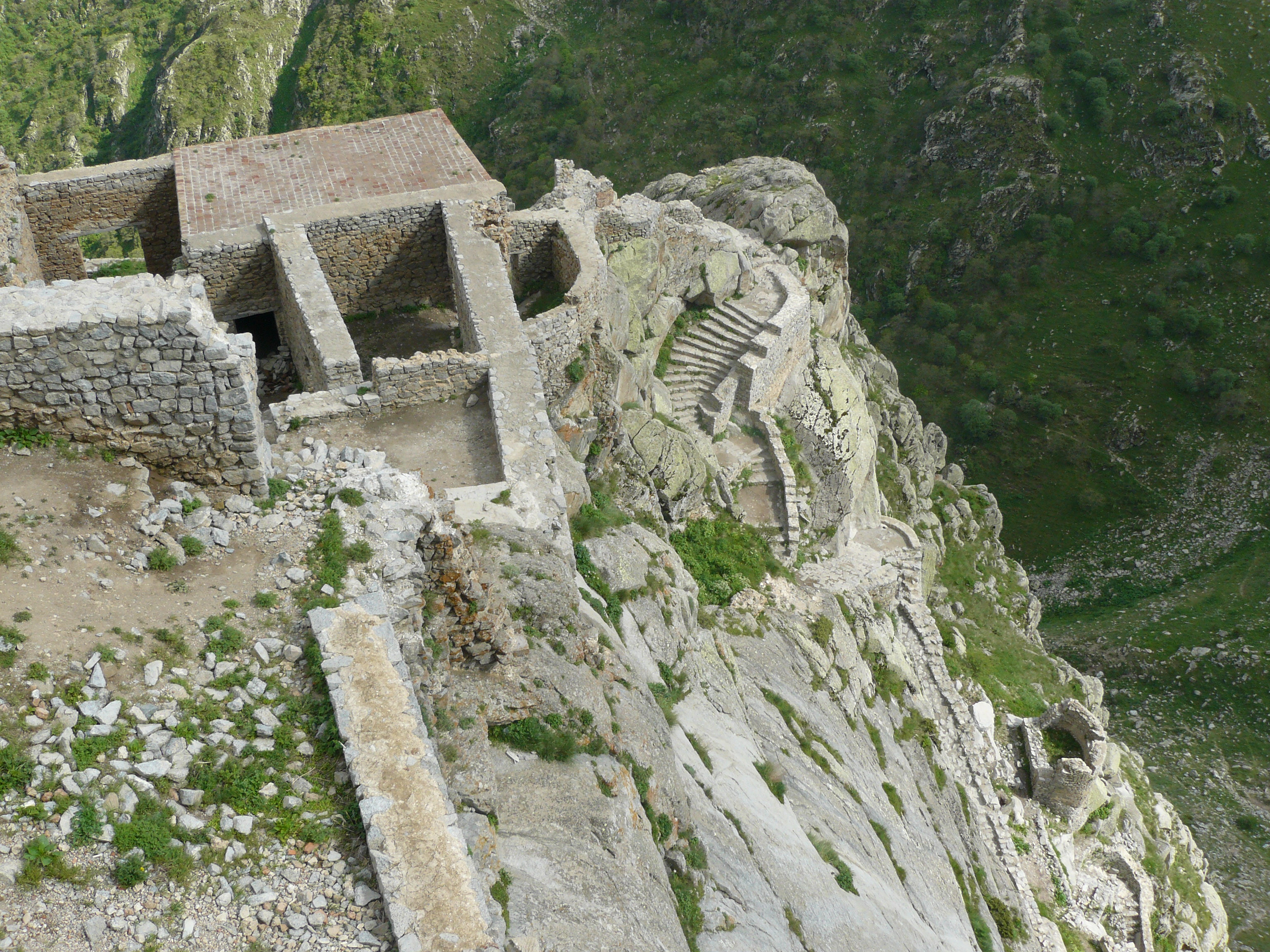
قلعه بابک
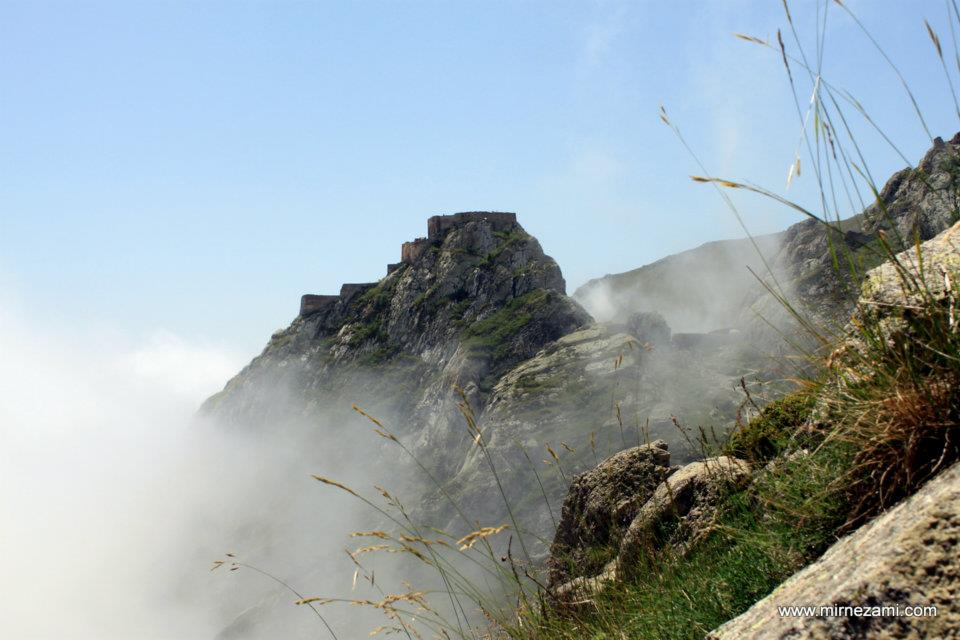
قلعه بابک
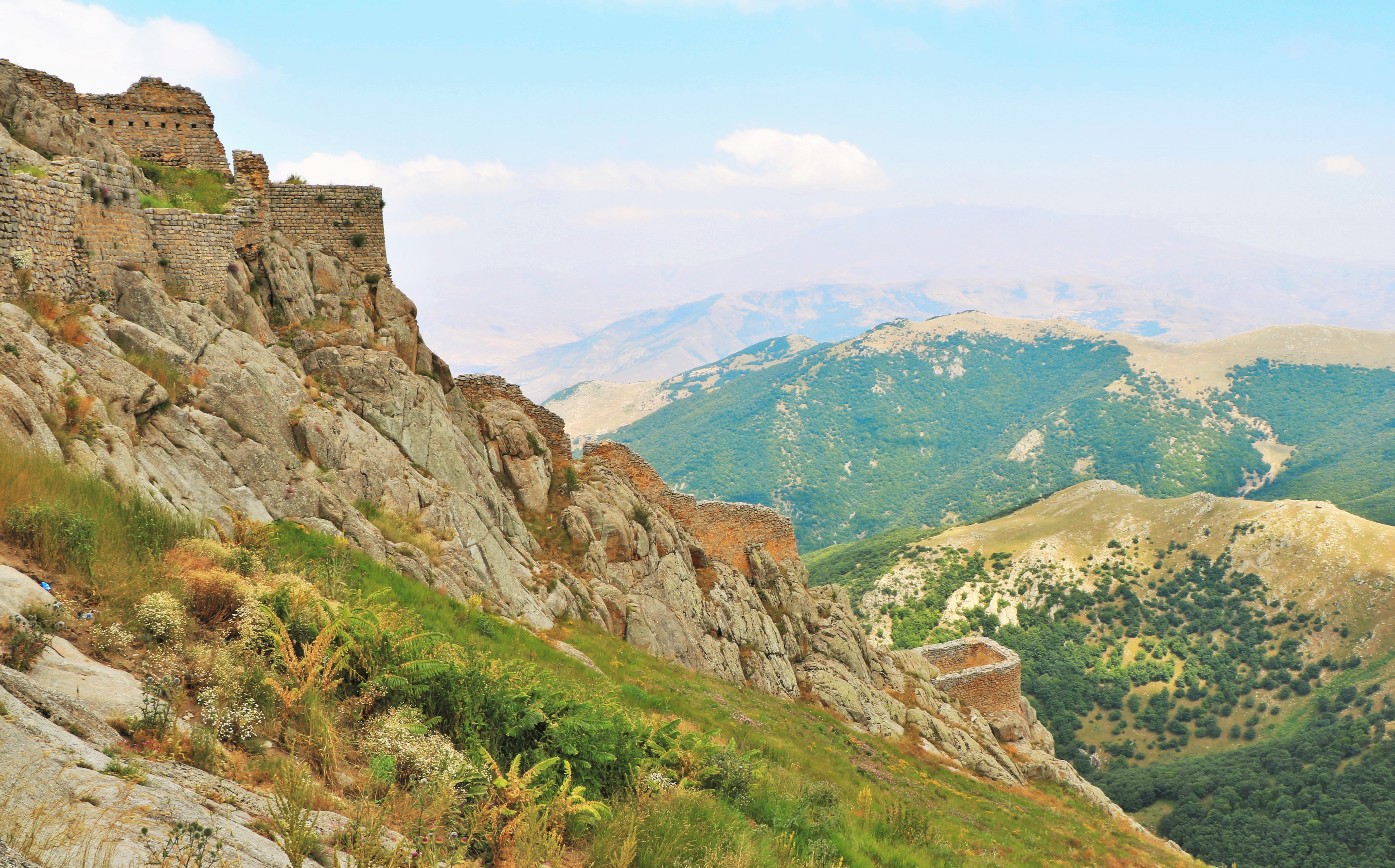
قلعه بابک
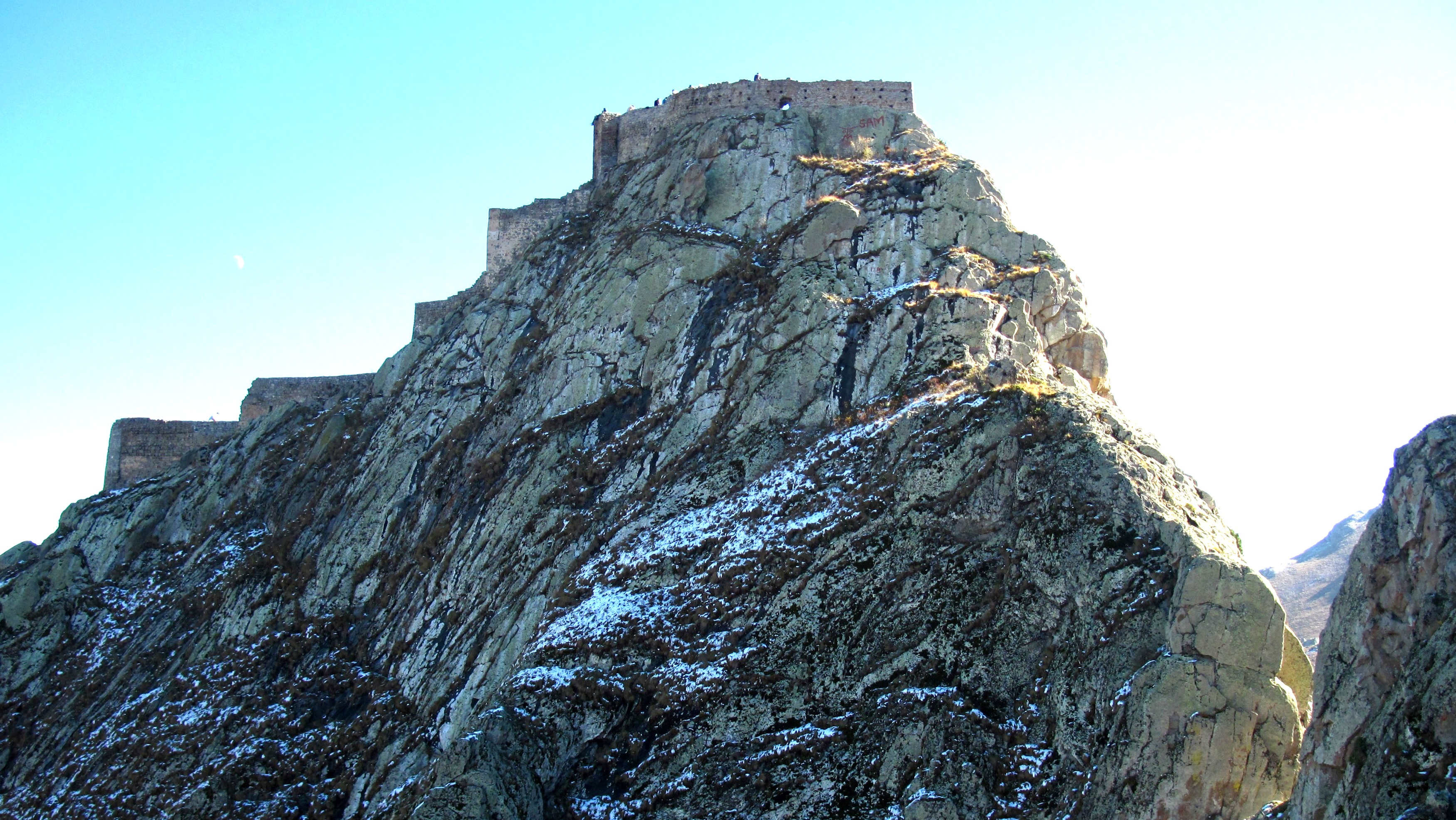
قلعه بابک
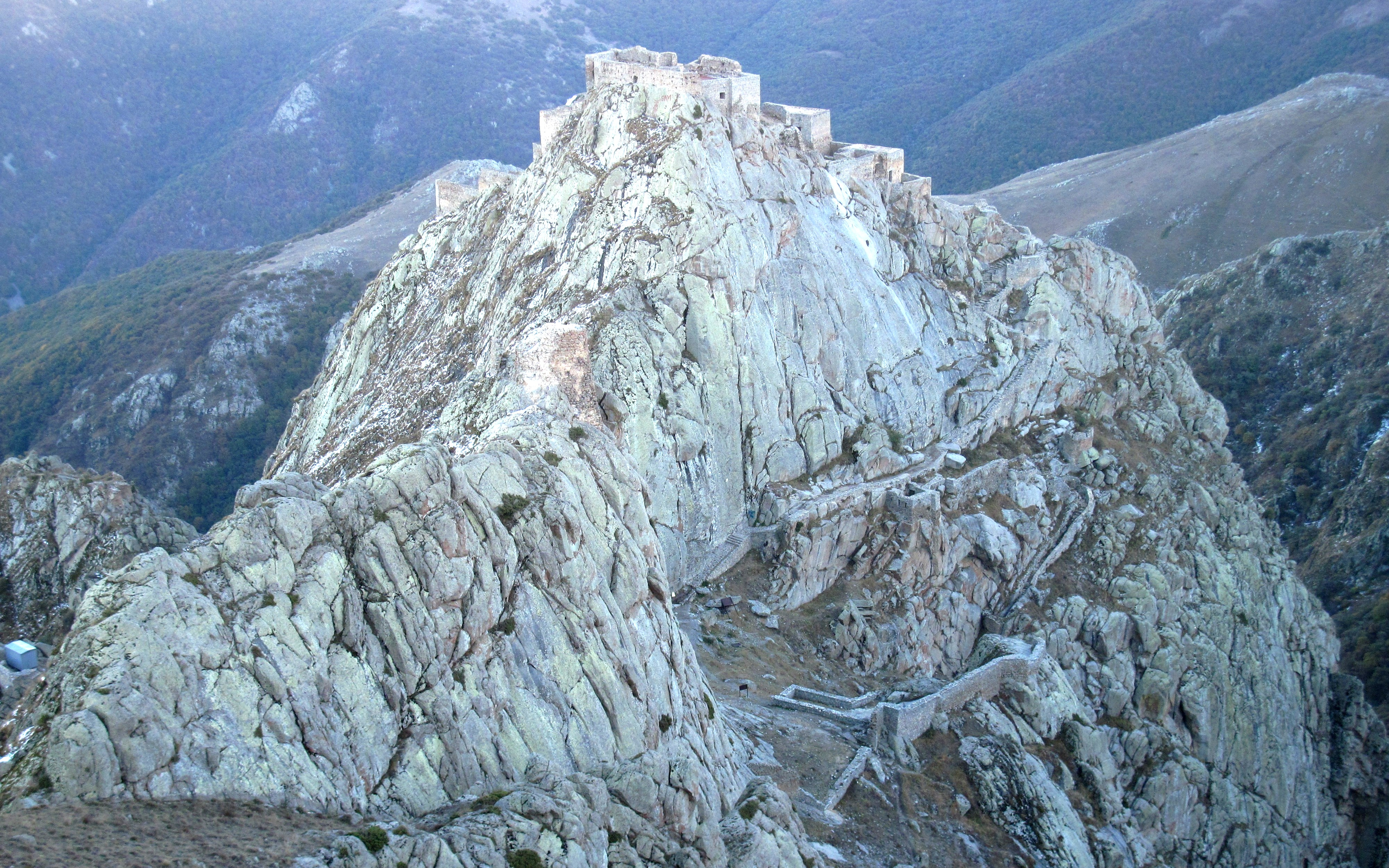
قلعه بابک
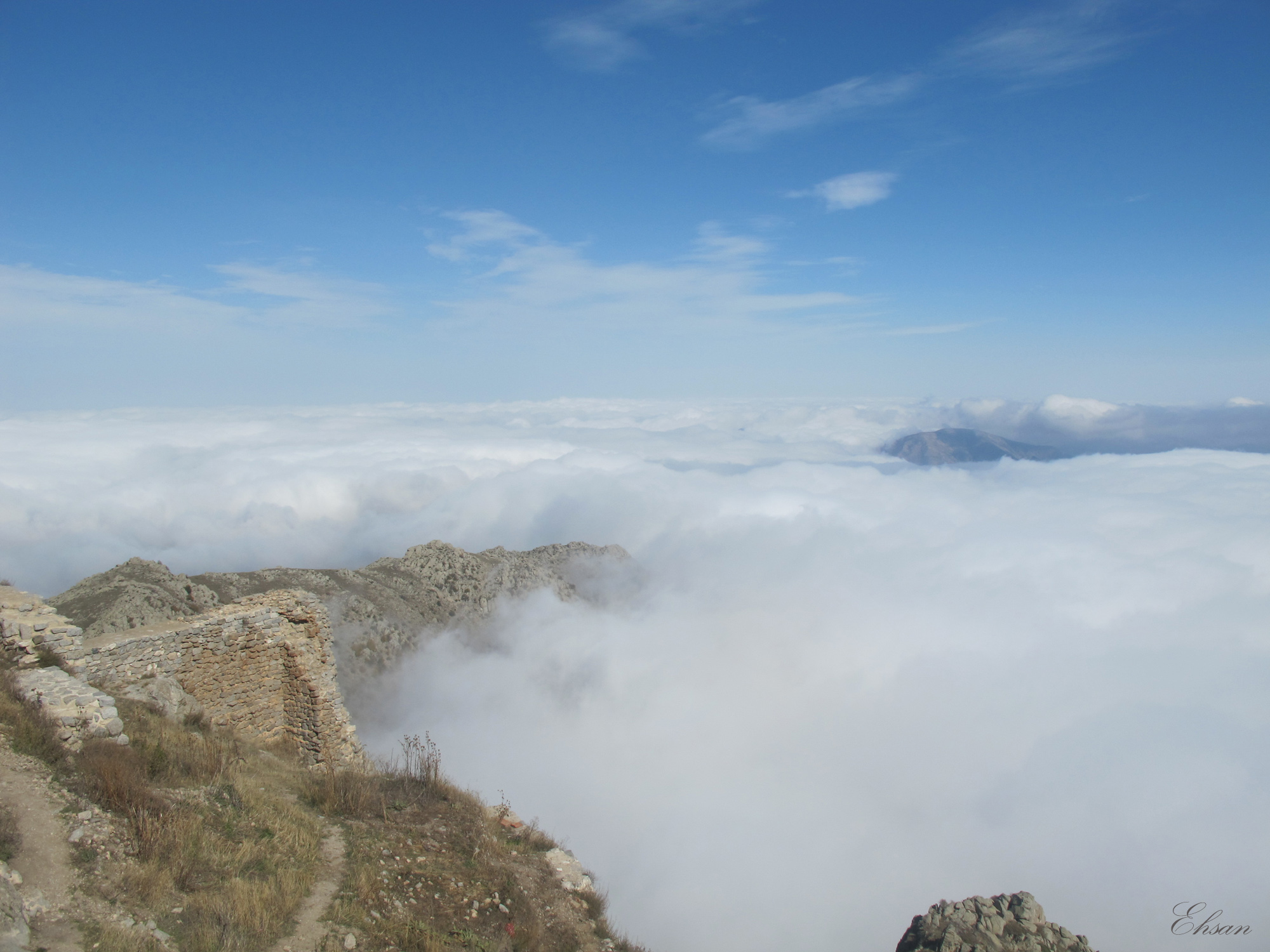
قلعه بابک
نمایی از دژ بابک
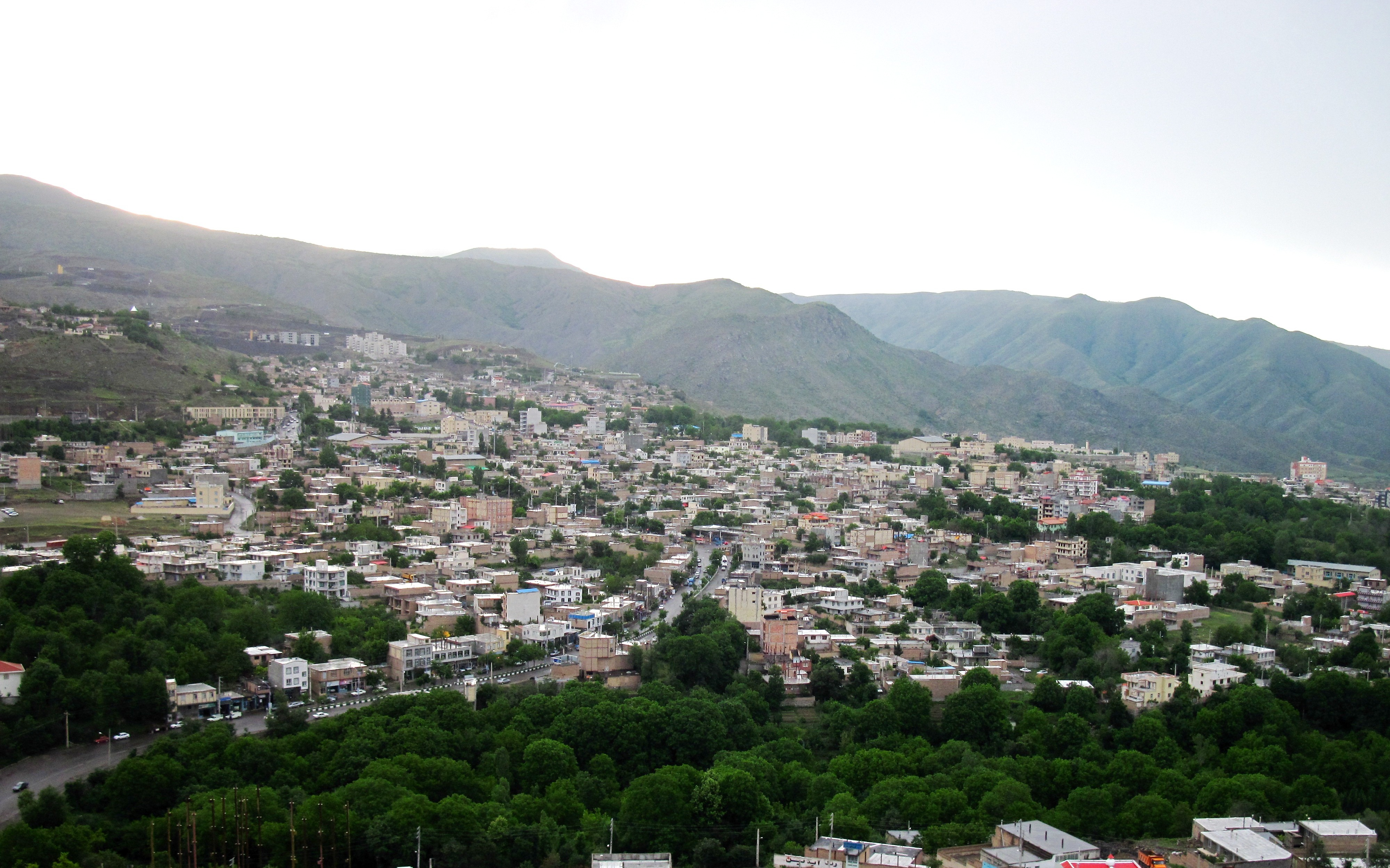
شهر کلیبر در نزدیکی دژ
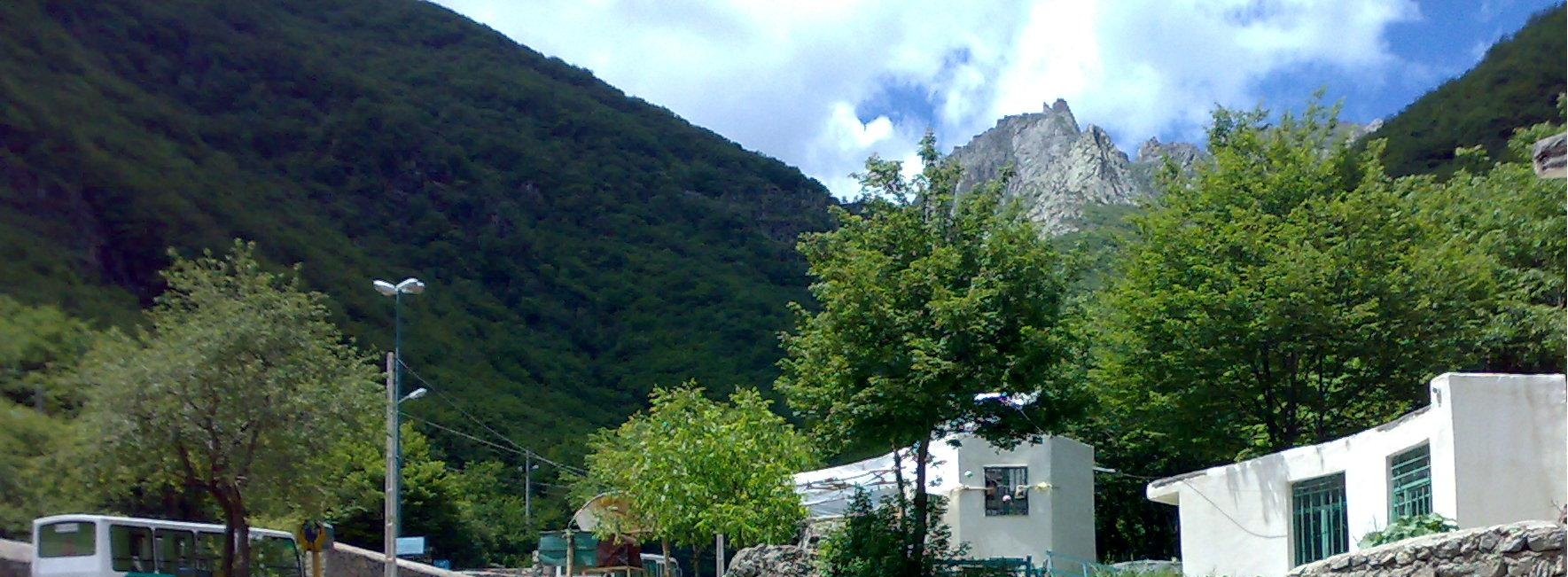
دژ بابک و کوه‌ها و جنگل پیرامون آن
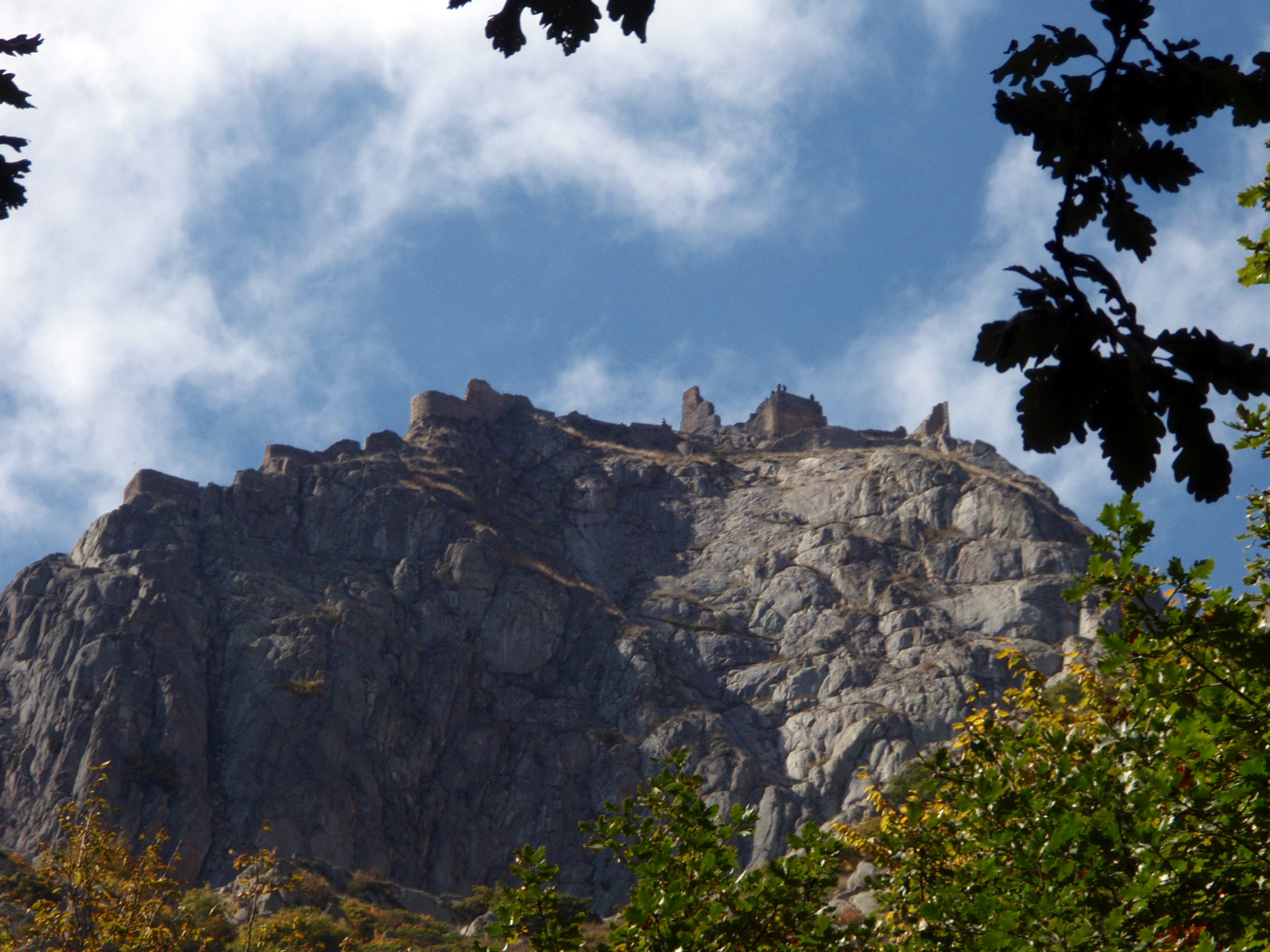
دژ بابک و کوه‌ها و جنگل پیرامون آن